# Abdelmajid Lamris
Abdelmajid Lamris (Rabat, 12 febbraio 1959) è un ex calciatore marocchino, di ruolo difensore.

## Carriera

### Nazionale
Con la Nazionale marocchina ha preso parte ai Mondiali 1986 disputando 4 partite.